# Марченко Володимир Вікторович
Володимир Вікторович Марченко (нар. 29 липня 1923, с. Володимирівка, Кіровоградська область — пом. 1 лютого 1994, Вінниця) — український громадський і адміністративний діяч, голова виконавчого комітету Вінницької міської ради народних депутатів у 1964—1968 роках. Один із організаторів повоєнного розвитку інфраструктури Вінниці у 1960-х роках.

## Біографія
Народився 29 липня 1923 року в селі Володимирівка Кіровоградської області. Здобув середню спеціальну освіту у Військово-повітряній школі в Луганську.
Після завершення військової та партійної підготовки обіймав адміністративні посади у місцевих органах влади. У грудні 1964 року призначений головою виконавчого комітету Вінницької міської ради. Займав цю посаду до листопада 1968 року.
Після завершення роботи у міськвиконкомі багато років працював в органах обласної виконавчої влади, а також неодноразово обирався депутатом міської та обласної рад.

## Діяльність у Вінниці (1964—1968)
Період керівництва Володимира Марченка міськвиконкомом припав на активну фазу відбудови та розвитку Вінниці. За спогадами сучасників та архівними даними, саме у ці роки:
- закладався мікрорайон Вишенька;
- розпочалося будівництво заводів-гігантів, зокрема радіотехнічного заводу та заводу «Маяк» (1968);
- активно зводилися житлові масиви у районах Замостя та Хмельницьке шосе;
- завершувалося будівництво Центрального універмагу (ЦУМ);
- прокладалися мережі водопостачання, каналізації, здійснювалось асфальтування вулиць, впроваджувалась система централізованого опалення;
- була проведена реконструкція Центрального парку культури і відпочинку (архітектор — Роман Мархель, 1965—1967);
- трамвайну мережу продовжено до Барського шосе і згодом до зупинки «Електромережа»;
- почалося будівництво окружної дороги навколо Вінниці;
- у 1966 році створено Вінницький філіал Київського політехнічного інституту (нині Вінницький національний технічний університет);
- до складу міста приєднано село Сабарів;
- налагоджувалися перші побратимські зв'язки з польським містом Кельце.

## Родина
Дружина — Владислава Йосипівна Марченко (7 грудня 1922 — 24 квітня 2016). Подружжя дітей не мало, проте виховувало племінників, до яких ставилися з великою любов'ю.

## Пам'ять
Володимир Вікторович Марченко залишив значний слід в історії міста Вінниці як керівник, при якому почався активний розвиток нових мікрорайонів, промислових підприємств і міської інфраструктури.
Помер 1 лютого 1994 року у Вінниці.